# تساقط الثلوج (مسلسل)
تساقط الثلوج (بالإنجليزية: snowfall)‏ هو مسلسل أمريكي ينتمى لفئة دراما الجريمة التلفزيونية من تأليف جون سينغلتون، وإريك أماديو، وديف إندرون. ومن بطولة دامسون إدريس، سيرخيو بيريس منتشيتا، إميلي ريوس، كارتر هادسون.عُرِضَ المسلسل لأول مرة علي قناة FX في 5يوليو 2017. وفي 9 أغسطس عام 2017 أعلنت شبكة FX التليفزيونية عن تجديدها المسلسل لموسم ثانٍ عرضت  أولى حلقاته في 19 يوليو  2018.

## القصة
تقع أحداث المسلسل في مدينة لوس أنجلوس عام 1983، عندما بدأ الكوكايين بالانتشار.  ويتم تقديم الأحداث من منظورعدة شخصيات تتقاطع حياتها وتتداخل مصائرها أولهم شاب يدعي فرانكلين سانت (دامسون إدريس)، وهو مقاول عمره 19 عامًا يبحث عن السلطة، وغوستافو (سيرخيو بيريس-منتشيتا)، وهو مصارع مكسيكي تتعقد حياته بسبب ارتباط عائلته ببعض الجرائم، ولويكا فيلانويفا (إميلي ريوس)، وهي ابنة تاجر مخدرات مكسيكي كبير، وتيدي ماكدونالد (كارتر هدسون)، أحد عملاء وكالة الاستخبارات المركزية.

## طاقم الممثلين
- دامسون إدريس  في دور فرانكلين سانت[5]
- كارتر هدسون في دور تيدي ماكدونالدز
- إميلي ريوس في دور لوسيا فيلانوفه
- سيرخيو بيريس-منتشيتافي دورغوستافو «إل أوسو» زاباتا[6]
- مايكل هيات في دور سيسي سانت
- أمين جوزيف في دور جيروم سانت
- أنجيلا لويس
- خوان خافيير كارديناس في دور أليخاندرو أوستيفيس
- أيزيا جون في دور ليون سيمونز[7]
- فيليب فال كوستا في دور بيدرو نافا
- آلون أبوتبول في دور افي دريكسلير
- مالكولم مايس في دور كيفن هاملتون
- ديري ديفيس

## روابط خارجية
- تساقط الثلوج على موقع IMDb (الإنجليزية)
- تساقط الثلوج على موقع ميتاكريتيك (الإنجليزية)
- تساقط الثلوج على موقع روتن توميتوز (الإنجليزية)
- تساقط الثلوج على موقع كينوبويسك (الروسية)
- تساقط الثلوج على موقع ألو سيني (الفرنسية)
- تساقط الثلوج على موقع قاعدة بيانات الفيلم (الإنجليزية)